# Andersvallsslåtten
Andersvallsslåtten är ett naturreservat i Bollnäs kommun och Ljusdals kommun i Gävleborgs län.
Området är naturskyddat sedan 2015 och är 193 hektar stort. Reservatet består av våtmark med sumpskog omkring. 